# Leo van der Laan
Leonardus van der Laan (Den Haag, 20 april 1864 – Leiden, 17 maart 1942) was een Nederlands architect.
Leo van der Laan was getrouwd met Anna Maria Louise Stadhouder met wie hij twaalf kinderen kreeg. Een van die kinderen was Dom Hans van der Laan, die net als zijn vader en zijn broers Jan en Nico architect werd.
Van der Laan werkte vanaf 1891 als zelfstandig architect in Leiden en ging vanaf 1921 samenwerken met zoon Jan, toen die zijn opleiding aan de Technische Hogeschool in Delft had afgerond. Vader en zoon Van der Laan zijn verantwoordelijk geweest voor het ontwerp van rond de 400 gebouwen in Leiden en omgeving.

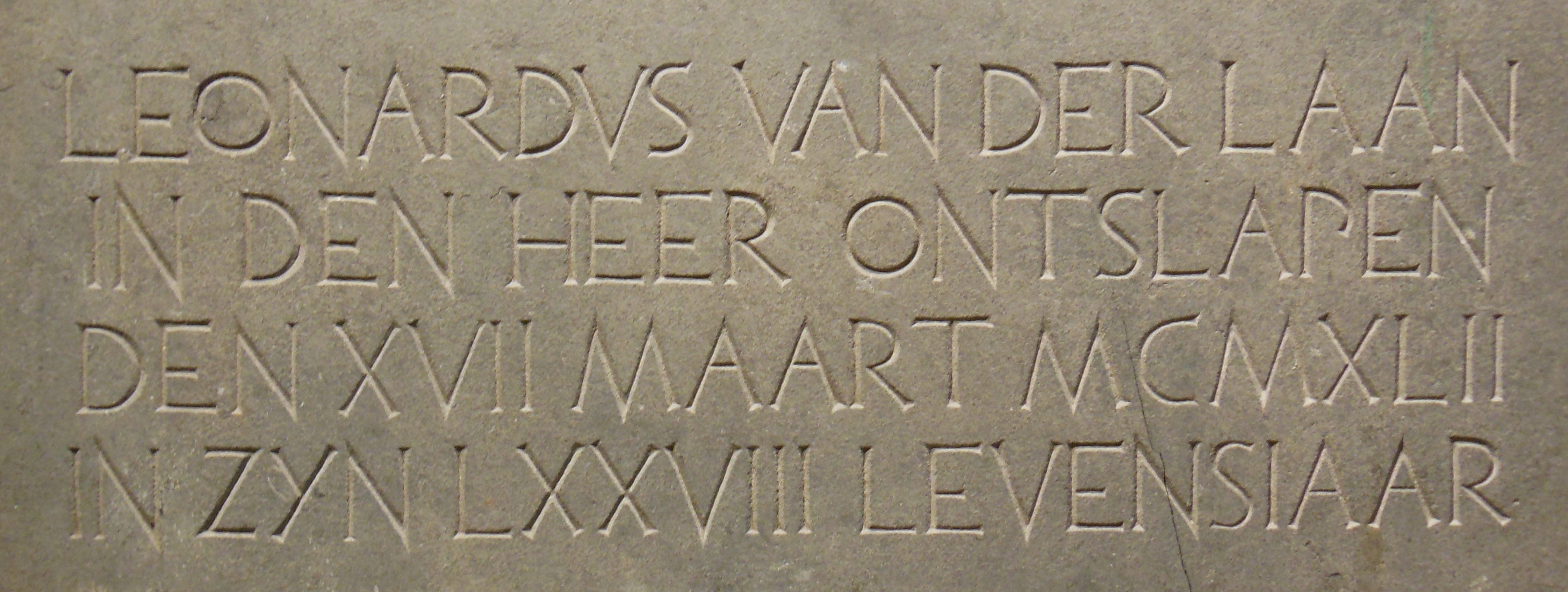
Gedenksteen Leo van der Laan in de Sint-Josephkerk in Leiden

## Enkele belangrijke werken
- St. Elisabeth Ziekenhuis (tegenwoordig studentenhuisvesting), Hooigracht, Leiden (1909)
- Kerk van O.L. Vrouw Hemelvaart en St. Joseph ('Herensingelkerk'), Herensingel, Leiden (1925)
- Leonarduskerk (Leiden), thans kantoorpand, Haagweg, Leiden (1925)
- Warenhuis Vroom & Dreesmann, Leiden (1936) (met glas-in-loodramen van Joep Nicolas)

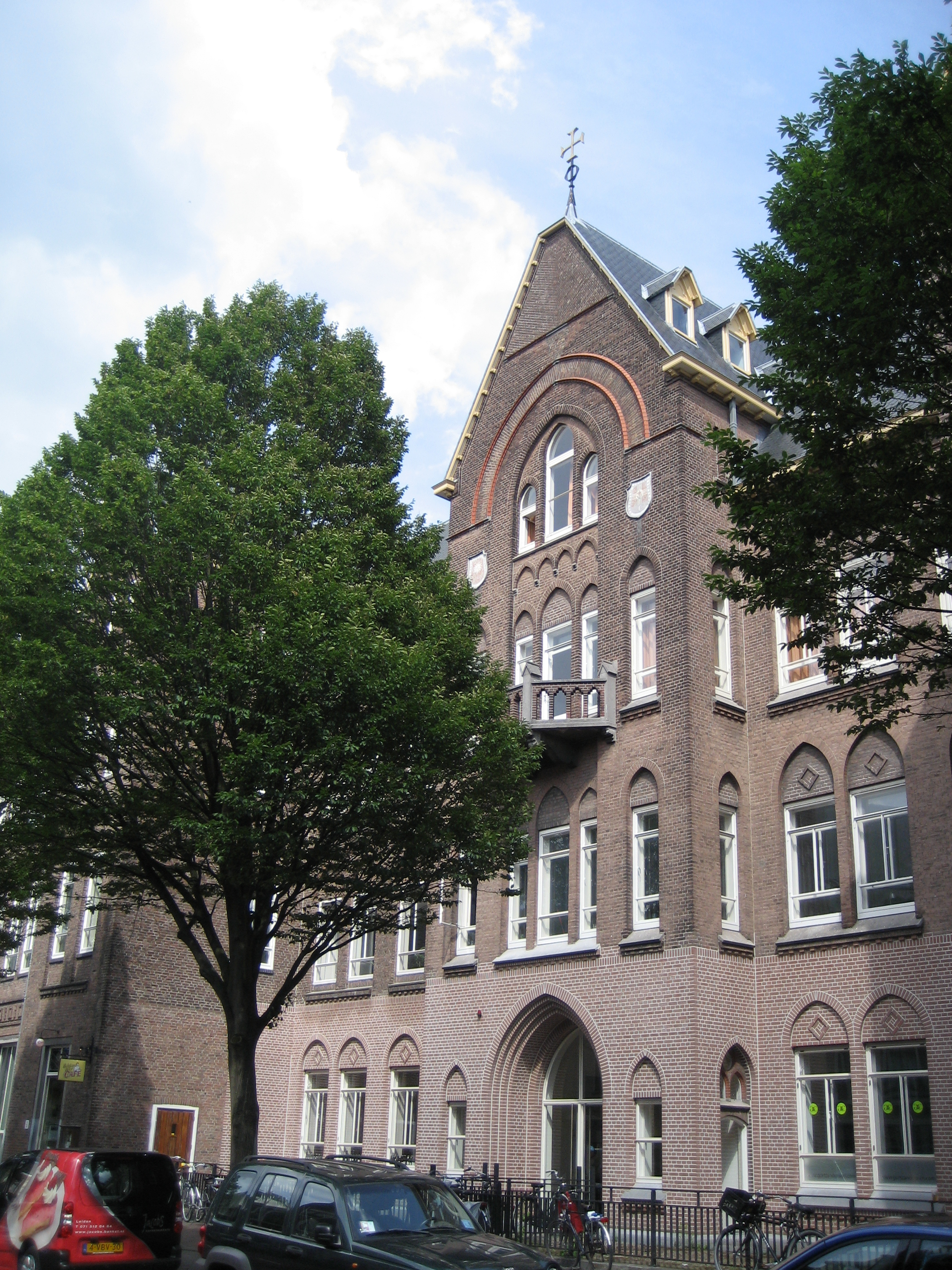
Sint Elisabeth Ziekenhuis (Leiden)
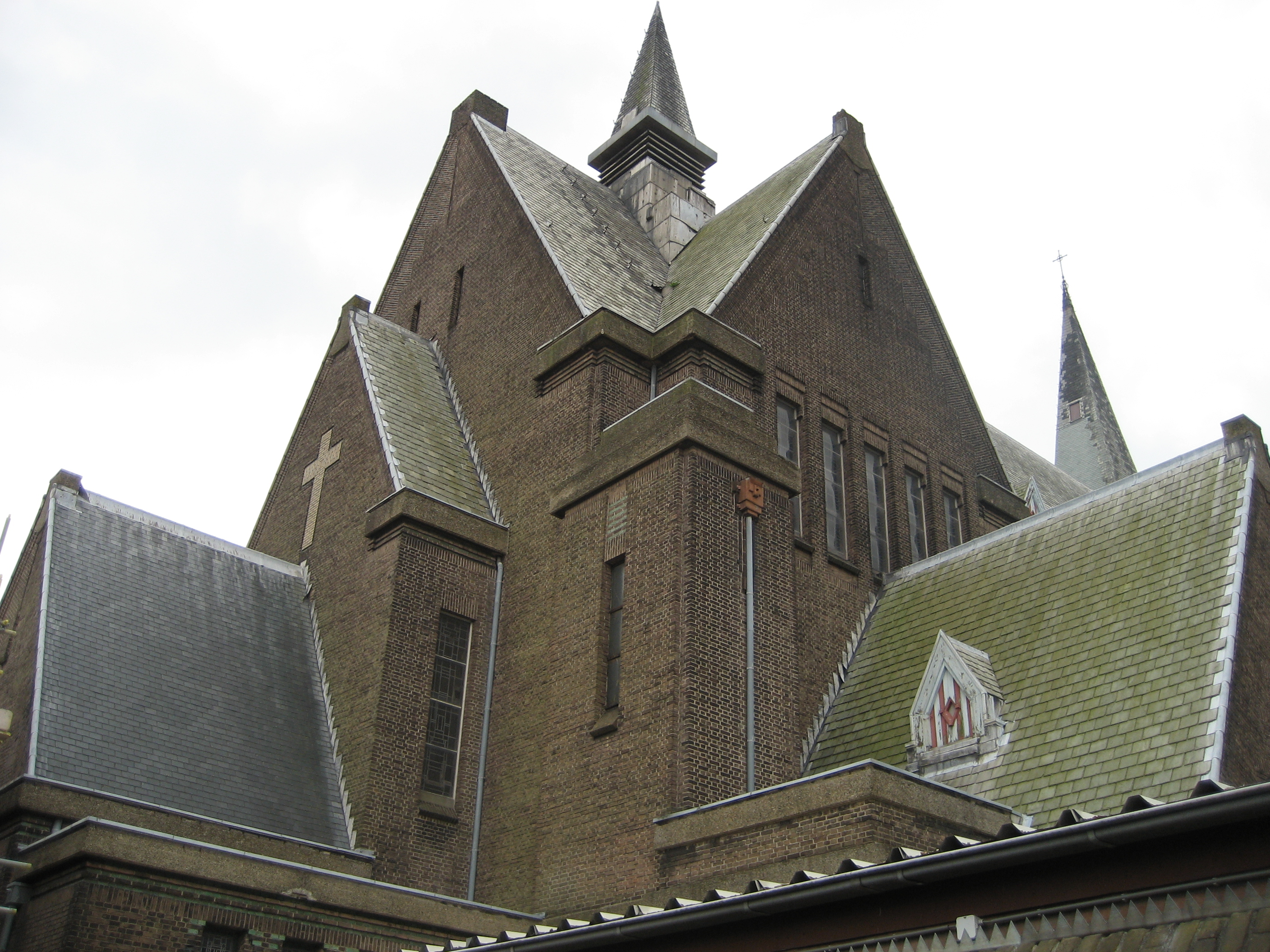
'Herensingelkerk' (Leiden)
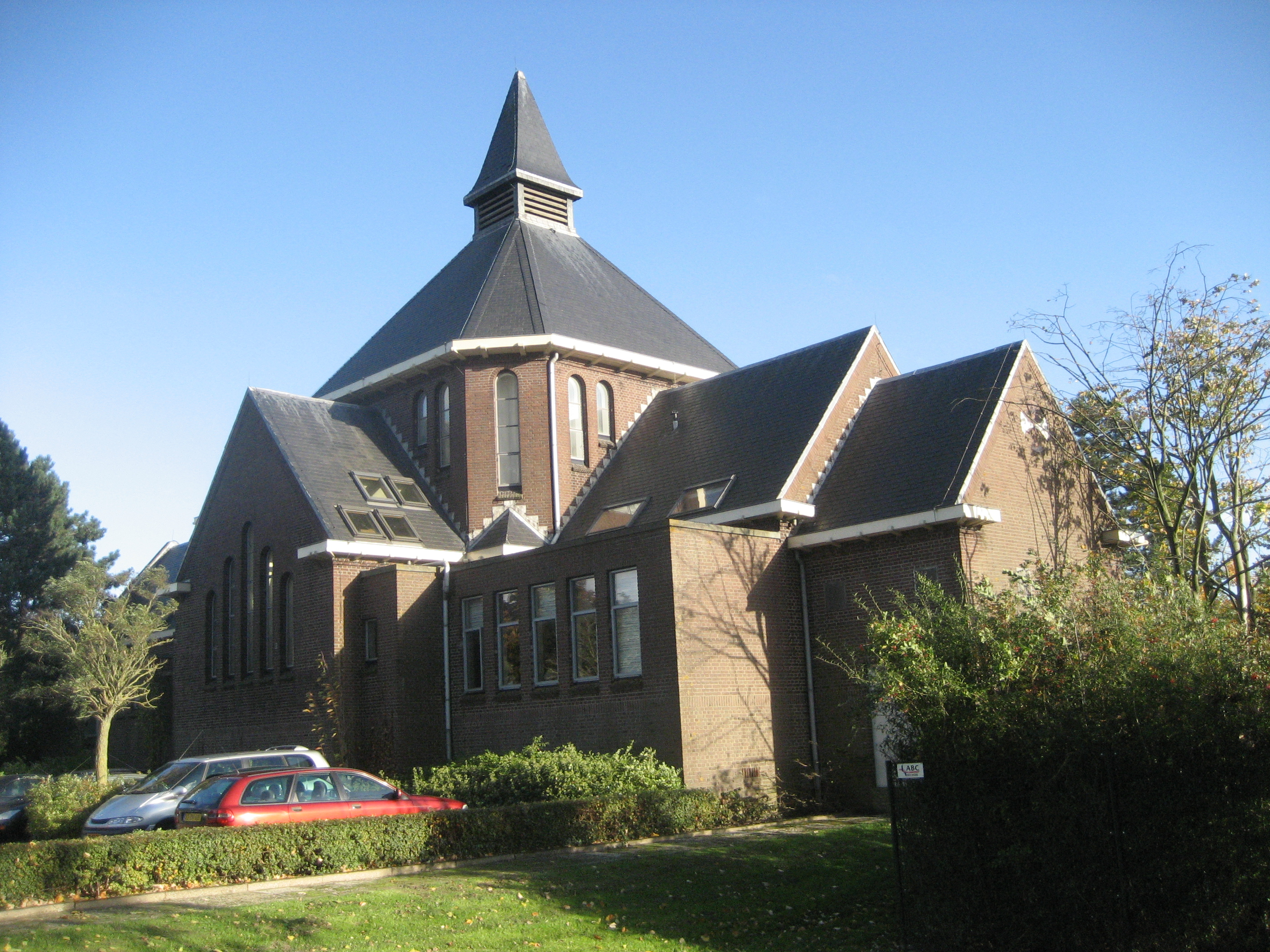
Kapel Kruisherenklooster (Zoeterwoude) (1942)
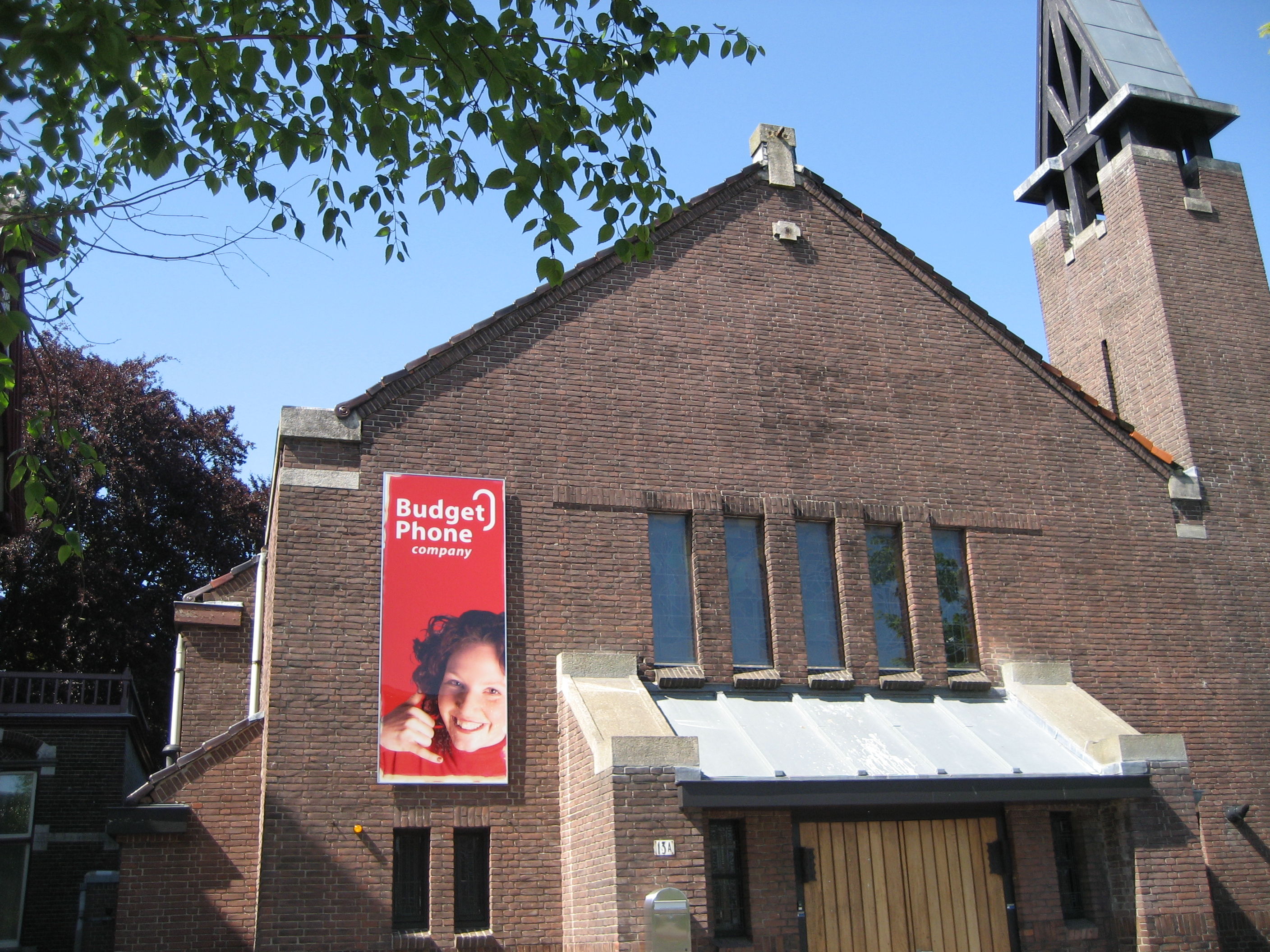
Leonarduskerk (Leiden)
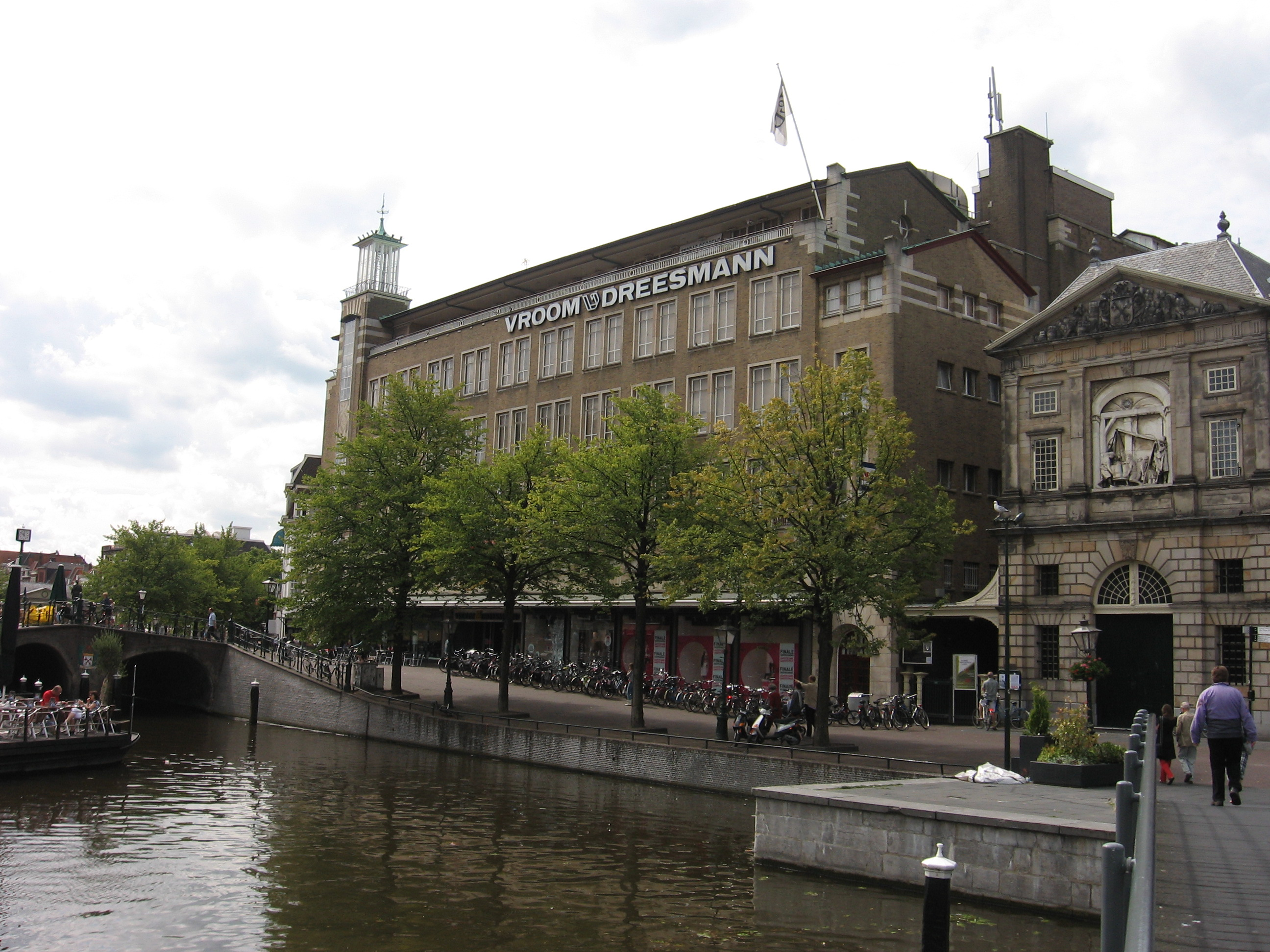
Vroom & Dreesmann, Leiden